# Man on Wire
Man on Wire (bra: O Equilibrista; prt: Homem no Arame) é um filme britano-estadunidense de 2008, do gênero documentário biográfico,
escrito e dirigido por James Marsh, baseado no livro autobiográfico To Reach the Clouds: My High Wire Walk Between the Twin Towers, de Philippe Petit.
Conta a história de Philippe Petit em sua travessia sobre um cabo de aço suspenso entre as torres do World Trade Center, em 1974. 

## Prêmios e indicações
| Prêmio     | Categoria                                                                                         | Recipiente               | Resultado |
| ---------- | ------------------------------------------------------------------------------------------------- | ------------------------ | --------- |
| BAFTA 2009 | Melhor filme britânico                                                                            | Simon Chinn, James Marsh | Venceu    |
| BAFTA 2009 | Melhor realização de um diretor, roteirista ou produtor britânico estreante (Prêmio Carl Foreman) | Simon Chin               | Indicado  |
| Oscar 2009 | Melhor documentário                                                                               | James Marsh, Simon Chinn | Venceu    |

## Produção

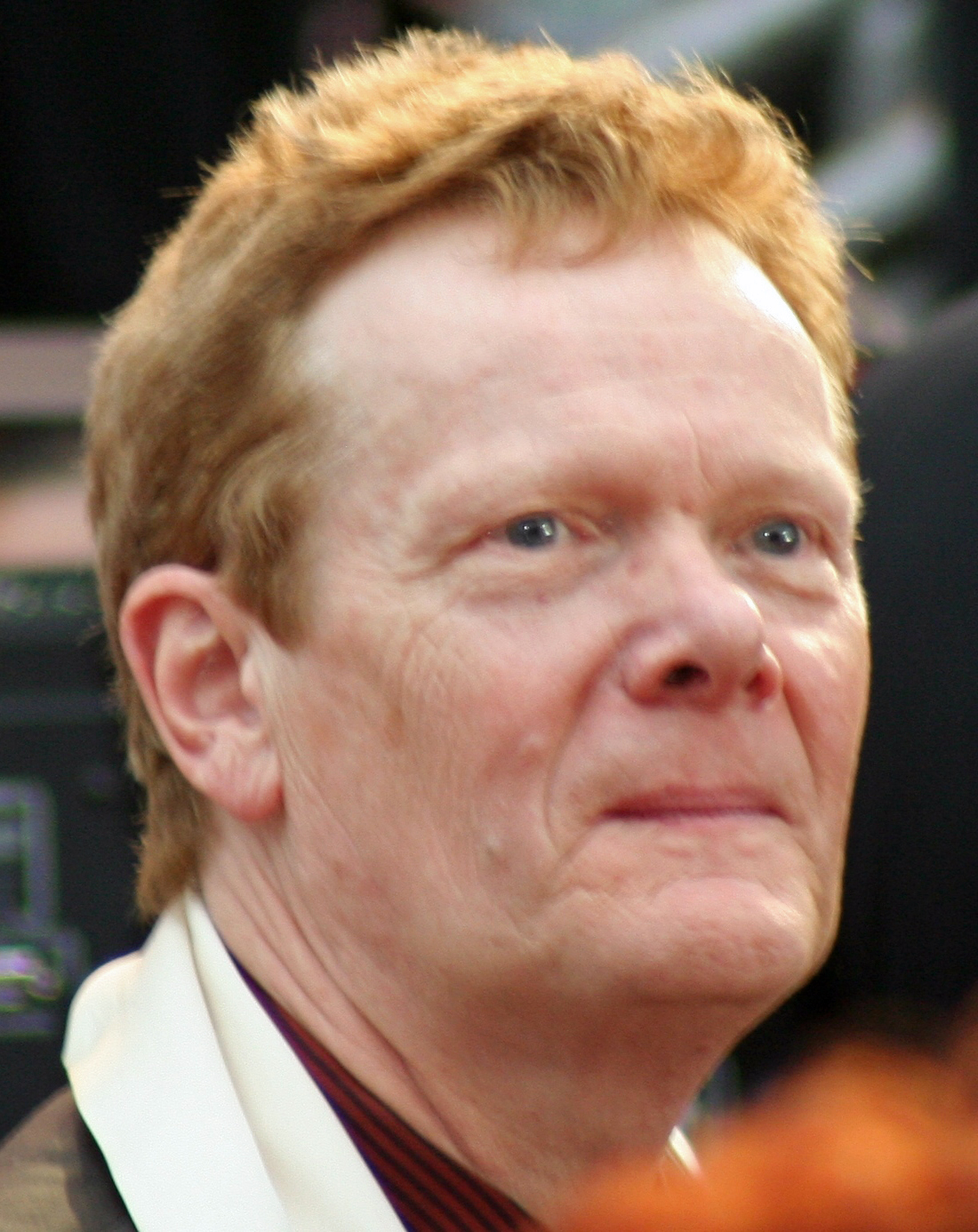
Philippe Petit na 81ª cerimônia do Óscar

Numa entrevista concedida durante a exibição de Man on Wire no festival de Tribeca, em 2008, o diretor James Marsh explicou que ele foi atraído pela história em parte porque ele imediatamente a viu como um filme de ação. Marsh também comentou que, ele próprio sendo um nova-iorquino, viu o filme como forma de voltar à cidade. Ele disse que espera ouvir das pessoas que elas sempre lembrarão de Petit e sua performance ao falar das torres gêmeas do World Trade Center.
Respondendo por que a destruição das torres não é mencionada no filme, Marsh afirmou que o ato de Philippe Petit foi "incrivelmente belo" e "seria injusto infectar a história com qualquer menção, discussão ou imagem das torres sendo destruídas".

## Recepção
O agregador de comentários de filmes Rotten Tomatoes assinalou que 100% dos 141 comentários coletados foram positivos, fazendo dele o "melhor filme de todos os tempos" já comentado no site, fazendo-o ganhar o "tomate dourado" de melhor documentário de 2008. Entretanto, ele foi colocado apenas como 27º na lista de melhor filme de todos os tempos.
Man on Wire apareceu em muitas listas "top 10" dos melhores filmes de 2008. O Movie City News reportou que o filme apareceu em 76 listas diferentes das 208 listas de críticos pesquisadas, tornando-o o 7.º filme mais mencionado nas listas de 2008.